# المبادرة العالمية لقرحة بورولي
مبادرة قرحة بورولي العالمية (اختصارًا GBUI) هي مبادرة لمنظمة الصحة العالمية لتنسيق الجهود العالمية للسيطرة على قرحة بورولي، وهو مرض معدٍ يتميز بتطور جروح مفتوحة غير مؤلمة. بدأ ذلك في عام 1998 بعد زيارة إلى كوت ديفوار عام 1997 قام بها هيروشي ناكاجيما، الذي كان آنذاك المدير العام لمنظمة الصحة العالمية، معترفًا بنقص الأبحاث وعبء المرض المتزايد.
تم تأسيس المبادرة في البداية بتمويل من مؤسسة نيبون، واعتبارًا من عام 2020، ضمت أكثر من 40 منظمة غير حكومية ومؤسسة بحثية ومؤسسات أخرى. كما دعت منظمة الصحة العالمية في قرارها الصادر عام 2004 إلى زيادة المراقبة والسيطرة، وتكثيف البحث لتطوير أدوات لتشخيص وعلاج والوقاية من قرحة بورولي.
في عام 2009، تم اعتماد استراتيجية لتعزيز الكشف المبكر وتوفير إمكانية الوصول إلى المضادات الحيوية على نطاق أوسع، ويتم عقد اجتماع نصف سنوي في جنيف لجمع مؤسسات البحث والوكالات غير الحكومية وممثلين من البلدان التي تعاني من قرحة بورولي.